# Loja (tỉnh)

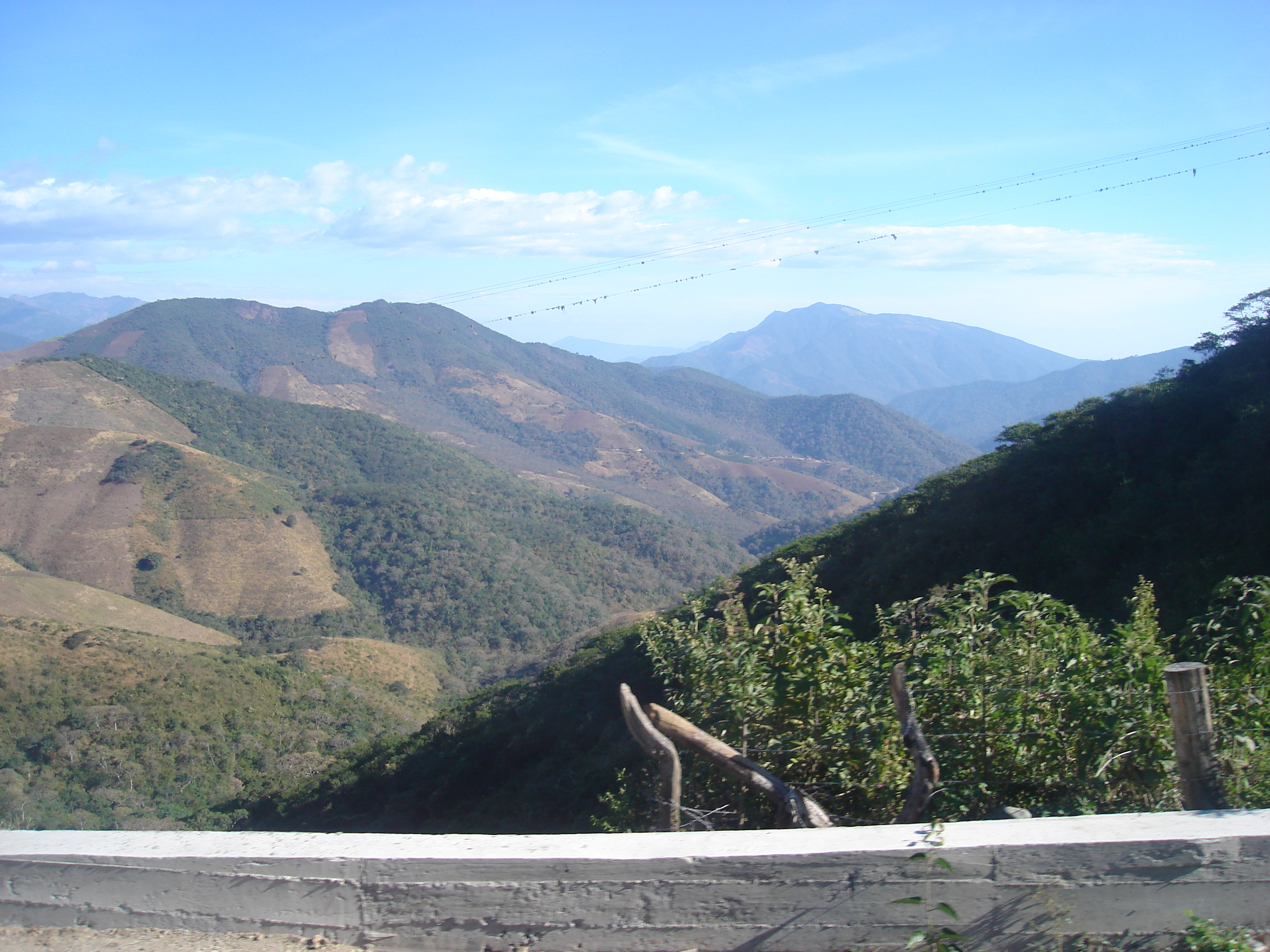
Núi Macará

Tỉnh Loja (phát âm tiếng Tây Ban Nha: [ˈlo.xa]) là một trong 24 tỉnh của Ecuador và có chung biên giới phía nam với tỉnh El Oro ở phía tây, El Azuay ở phía bắc và Zamora-Chinchipe ở phía đông. Được thành lập tại vị trí hiện tại vào năm 1548 bởi Thuyền trưởng Alonso de Mercadillo (người Tây Ban Nha), địa điểm này trước đó được di dời và xây dựng lại từ La Toma do động đất. Địa điểm này còn được gọi là "Thung lũng Cuxibamba", theo ngôn ngữ Quichua, mang ý nghĩa "Thung lũng Nụ cười".